# Дамбартон (Вірджинія)
Дамбартон (англ. Dumbarton) — переписна місцевість (CDP) в США, в окрузі Генрайко штату Вірджинія. Населення — 8506 осіб (2020).

## Географія
Дамбартон розташований за координатами 37°36′43″ пн. ш. 77°30′30″ зх. д. / 37.61194° пн. ш. 77.50833° зх. д. (37.611814, -77.508336).  За даними Бюро перепису населення США в 2010 році переписна місцевість мала площу 4,93 км², з яких 4,88 км² — суходіл та 0,05 км² — водойми.

## Демографія
Згідно з переписом 2010 року, у переписній місцевості мешкало 7879 осіб у 3560 домогосподарствах у складі 1730 родин. Густота населення становила 1598 осіб/км².  Було 3911 помешкання (793/км²).
Расовий склад населення:
| - 47,3 % — білих - 32,6 % — чорних або афроамериканців - 6,1 % — азіатів - 0,3 % — корінних американців - 0,1 % — вихідців з тихоокеанських островів - 10,1 % — осіб інших рас |

До двох чи більше рас належало 3,6 %. Частка іспаномовних становила 18,6 % від усіх жителів.
За віковим діапазоном населення розподілялося таким чином: 20,9 % — особи молодші 18 років, 66,5 % — особи у віці 18—64 років, 12,6 % — особи у віці 65 років та старші. Медіана віку мешканця становила 31,7 року. На 100 осіб жіночої статі у переписній місцевості припадало 93,9 чоловіків;  на 100 жінок у віці від 18 років та старших — 89,6 чоловіків також старших 18 років.
Середній дохід на одне домашнє господарство  становив 45 278 доларів США (медіана — 38 506), а середній дохід на одну сім'ю — 45 890 доларів (медіана — 40 538). Медіана доходів становила 32 287 доларів для чоловіків та 30 517 доларів для жінок. За межею бідності перебувало 25,2 % осіб, у тому числі 39,5 % дітей у віці до 18 років та 14,2 % осіб у віці 65 років та старших.
Цивільне працевлаштоване населення становило 4441 осіб. Основні галузі зайнятості: мистецтво, розваги та відпочинок — 15,9 %, роздрібна торгівля — 13,9 %, будівництво — 12,3 %, освіта, охорона здоров'я та соціальна допомога — 12,2 %.